# Neuchâtel Xamax
Neuchâtel Xamax Football Club – szwajcarski klub piłkarski, mający siedzibę w mieście Neuchâtel.

## Historia
Założony 7 września 1912 pod nazwą Xamax FC, jej oficjalne zgromadzenie założycielskie datuje się na 17 maja 1916. Nazwa klubu pochodzi od imienia jednego z jego założycieli Maxa Abegglena znanego jako Xam, który w latach 1922–1937 był reprezentantem Szwajcarii 68 razy. 
Neuchâtel Xamax FC został założony w 1970 roku jako fuzja klubów Xamax FC i Neuchâtel-Sports. W maju 2011 roku czeczeński biznesmen Bułat Czagajew kupił Neuchâtel Xamax. 25 stycznia 2012 roku właściciel klubu ogłosił jego rozwiązanie z powodu nieotrzymania licencji oraz dał zawodnikom i pracownikom klubu wolną rękę w poszukiwaniu zatrudnienia.
14 kwietnia 2012 klub ponownie rozpoczął działalność i przystąpił do rozgrywek piątej ligi. W sezonie 2014/2015 zespół wywalczył awans do Swiss Challenge League. W 2018 roku powrócił do ekstraklasy.

## Sukcesy
Stan na 27 grudnia 2022
- Mistrz Szwajcarii: 1916, 1987 i 1988
- Finalista Pucharu Szwajcarii: 1950, 1974, 1985, 1990, 2003 i 2011
- Zdobywca Superpucharu Szwajcarii: 1987, 1988 i 1990
- Mistrz Szwajcarii drugiej ligi: 1973, 2007 i 2018
- Finalista Pucharu Ligi: 1977
- 1/8 finału Pucharu Europy Mistrzów Krajowych: 1987/88 i 1988/89
- Ćwierćfinały Pucharu UEFA: 1981/82 i 1985/86
- zdobywca Pucharu Intertoto UEFA: 1990

## Xamax w rozgrywkach

### Europejskie puchary
Legenda do wszystkich tabel:
- Q – runda eliminacyjna, 1/16, 1/8, 1/4, 1/2 – odpowiednia faza rozgrywek, Grupa – runda grupowa, 1r gr – pierwsza runda grupowa, 2r gr – druga runda grupowa, F – finał, R – runda, PO – play-off
- k. – rzuty karne, los. – losowanie, Dogr. – dogrywka, w. – zasada bramek strzelonych na wyjeździe

| Sezon   | Rozgrywki                 | Runda | Przeciwnik             | Dom | Wyjazd | Ogólnie     |
| ------- | ------------------------- | ----- | ---------------------- | --- | ------ | ----------- |
| 1981/82 | Puchar UEFA               | 1R    | Sparta Praga           | 4–0 | 2–3    | 6–3         |
| 1981/82 | Puchar UEFA               | 2R    | Malmö                  | 1–0 | 1–0    | 2–0         |
| 1981/82 | Puchar UEFA               | 3R    | Sporting CP            | 1–0 | 0–0    | 1–0         |
| 1981/82 | Puchar UEFA               | 1/4   | Hamburg                | 0–0 | 2–3    | 2–3         |
| 1984/85 | Puchar UEFA               | 1R    | Olympiakos SFP         | 2–2 | 0–1    | 2–3         |
| 1985/86 | Puchar UEFA               | 1R    | Sportul Studențesc     | 3–0 | 4–4    | 7–4         |
| 1985/86 | Puchar UEFA               | 2R    | Łokomotiw Sofia        | 0–0 | 1–1    | 1–1, w.     |
| 1985/86 | Puchar UEFA               | 3R    | Dundee United          | 3–1 | 1–2    | 4–3         |
| 1985/86 | Puchar UEFA               | 1/4   | Real Madryt            | 2–0 | 0–3    | 2–3         |
| 1986/87 | Puchar UEFA               | 1R    | Lyngby BK              | 2–0 | 3–1    | 5–1         |
| 1986/87 | Puchar UEFA               | 2R    | FC Groningen           | 1–1 | 0–0    | 1–1, w.     |
| 1987/88 | Puchar Europy             | 1R    | Kuusysi                | 5–0 | 1–2    | 6–2         |
| 1987/88 | Puchar Europy             | 2R    | Bayern Monachium       | 2–1 | 0–2    | 2–3         |
| 1988/89 | Puchar Europy             | 1R    | AE Larisa              | 2–1 | 1–2    | 3–3, k: 3–0 |
| 1988/89 | Puchar Europy             | 2R    | Galatasaray SK         | 3–0 | 0–5    | 3–5         |
| 1990/91 | Puchar Zdobywców Pucharów | 1R    | Estrela Amadora        | 1–1 | 1–1    | 2–2, k: 3–4 |
| 1991/92 | Puchar UEFA               | 1R    | Floriana               | 2–0 | 0–0    | 2–0         |
| 1991/92 | Puchar UEFA               | 2R    | Celtic F.C.            | 5–1 | 0–1    | 5–2         |
| 1991/92 | Puchar UEFA               | 3R    | Real Madryt            | 1–0 | 0–4    | 1–4         |
| 1992/93 | Puchar UEFA               | 1R    | BK Frem                | 2–2 | 1–4    | 3–6         |
| 1995/96 | Puchar UEFA               | 1R    | FK Crvena zvezda       | 0–0 | 1–0    | 1–0         |
| 1995/96 | Puchar UEFA               | 2R    | AS Roma                | 1–1 | 0–4    | 1–4         |
| 1996/97 | Puchar UEFA               | Q     | Anorthosis Famagusta   | 4–0 | 2–1    | 6–1         |
| 1996/97 | Puchar UEFA               | 1R    | Dynamo Kijów           | 2–1 | 0–0    | 2–1         |
| 1996/97 | Puchar UEFA               | 2R    | Helsingborg            | 1–1 | 0–2    | 1–3         |
| 1997/98 | Puchar UEFA               | 1Q    | Tiligul-Tiras Tyraspol | 7–0 | 3–1    | 10–1        |
| 1997/98 | Puchar UEFA               | 2Q    | Viking                 | 3–0 | 1–2    | 4–2         |
| 1997/98 | Puchar UEFA               | 1R    | Inter Mediolan         | 0–2 | 0–2    | 0–4         |
| 2003/04 | Puchar UEFA               | Q     | Valletta               | 2–0 | 2–0    | 4–0         |
| 2003/04 | Puchar UEFA               | 1R    | AJ Auxerre             | 0–1 | 0–1    | 0–2         |

## Historyczne nazwy klubu
- 1893: Neuchâtel Rovers FC (pierwszy klub w mieście)
- 1895: Neuchâtel FC (rozwiązanie Neuchâtel Rovers FC)
- 1904: FC Cantonal (fuzja Neuchâtel FC i FC Vignoble)
- 1912: Xamax FC (nowy klub)
- 1951: FC Serrières (nowy klub)
- 1969: Neuchâtel-Sports (nowa nazwa FC Cantonal)
- 1970: Neuchâtel Xamax FC (fuzja Xamax FC i Neuchâtel-Sports)
- 2012: Neuchâtel Xamax 1912 (bankructwo Neuchâtel Xamax FC)
- 2013: Neuchâtel Xamax FCS (fuzja Neuchâtel Xamax 1912 i FC Serrières)[1]

## Barwy
Oficjalne kolory klubu to czerwony i czarny, pionowe paski na swojej głównej koszulce.

## Stadion
Xamaxiens grają na stadionie Maladière, który może pomieścić 12 000 kibiców. Kompleks ten został zainaugurowany w 2007, dokładnie w miejscu gdzie wcześniej stał stary Maladière (1924-2005).

## Piłkarze

### Obecny skład
Stan na 27 grudnia 2022
| Nr | Poz. | Piłkarz           |
| -- | ---- | ----------------- |
| 1  | BR   | Théo Guivarch     |
| 2  | OB   | Till Estermann    |
| 3  | OB   | Mathieu Gonçalves |
| 4  | OB   | Liridon Berisha   |
| 5  | OB   | Mirza Mujčić      |
| 6  | PO   | Fabio Saiz        |
| 7  | PO   | Kenan Fatkič      |
| 8  | PO   | Alexandre Pasche  |
| 10 | PO   | Danilo Del Toro   |
| 11 | NA   | Henri Koide       |
| 12 | PO   | Max Veloso        |
| 13 | OB   | Zachary Athekame  |
| 14 | NA   | Raphaël Nuzzolo   |
| 15 | OB   | Yoan Epitaux      |
| 16 | NA   | Altin Zymberi     |
| 17 | NA   | Soumaila Bakayoko |

| Nr | Poz. | Piłkarz            |
| -- | ---- | ------------------ |
| 18 | NA   | Aimery Pinga       |
| 19 | OB   | Ashvin Balaruban   |
| 20 | PO   | Endrit Morina      |
| 21 | PO   | Mats Hammerich     |
| 23 | OB   | Nikki Havenaar     |
| 24 | PO   | Nikolai Maurer     |
| 25 | NA   | Ayoub Ouhafsa      |
| 26 | BR   | Benjamin Roth      |
| 30 | PO   | Brahima Ouattara   |
| 32 | OB   | Gianluca Romano    |
| 33 | NA   | Ange Dakouri       |
| 34 | PO   | Burak Alilin       |
| 39 | OB   | Luis Pedro Cavanda |
| 44 | BR   | Ysias Hummel       |
| 72 | OB   | Adam Ouattara      |
| 80 | PO   | Izer Aliu          |

## Trenerzy
| - 1970–1972 Paul Garbani (lipiec-styczeń) - 1972–1972 Josef Artimovits (styczeń-lipiec) - 1972–1975 Law Mantula (lipiec-styczeń) - 1975–1975 Branko Rezuar (styczeń-lipiec) - 1975–1977 Gilbert Gress - 1977–1978 Antonio Merlo (lipiec-kwiecień) - 1978–1979 Erich Vogel (kwiecień-październik) - 1979–1980 Law Mantula (październik-lipiec) - 1980–1981 Jean-Marc Guillou - 1981–1990 Gilbert Gress (asystent trenera Ruedi Naegeli) ⇒ Mistrzostwo Szwajcarii 86/87 & 87/88 - 1990–1992 Roy Hodgson (asystent trenera Ruedi Naegeli) (lipiec-styczeń) - 1992–1993 Ulrich Stielike (styczeń-lipiec) - 1993–1994 Ulrich Stielike i Daniel Don Givens - 1994–1998 Gilbert Gress - 1998–2002 Alain Geiger | - 2002–2004 Claude Ryf (lipiec-luty) - 2004–2004 René Lobello i Christophe Moulin (luty-lipiec) - 2004–2005 René Lobello i Gianni Della Casa - 2005–2005 Alain Geiger - 2005–2006 Miroslav Blažević - 2006–2008 Gérard Castella (czerwiec-marzec) - 2008–2009 Nestor Clausen (do stycznia 2009) - 2009–2009 Jean-Michel Aeby (styczeń-marzec) - 2009–2009 Alain Geiger (styczeń-czerwiec) - 2009–2010 Pierre-André Schürmann (czerwiec-kwiecień) - 2010–2010 Jean-Michel Aeby (kwiecień-sierpień) - 2010–2011 Didier Ollé-Nicolle (wrzesień-maj) - 2011–2011 Bernard Challandes (maj) - 2011–2011 François Ciccolini (czerwiec-lipiec) - 2011–2011 Joaquín Caparrós (lipiec-wrzesień) - 2011 Víctor Muñoz (od września) |